# Frank M. Davis
Frank M. Davis, född 1839, död 1896 var en sångförfattare och kompositör från USA.

## Sånger
- Jesus led mig varje dag